# Lycka

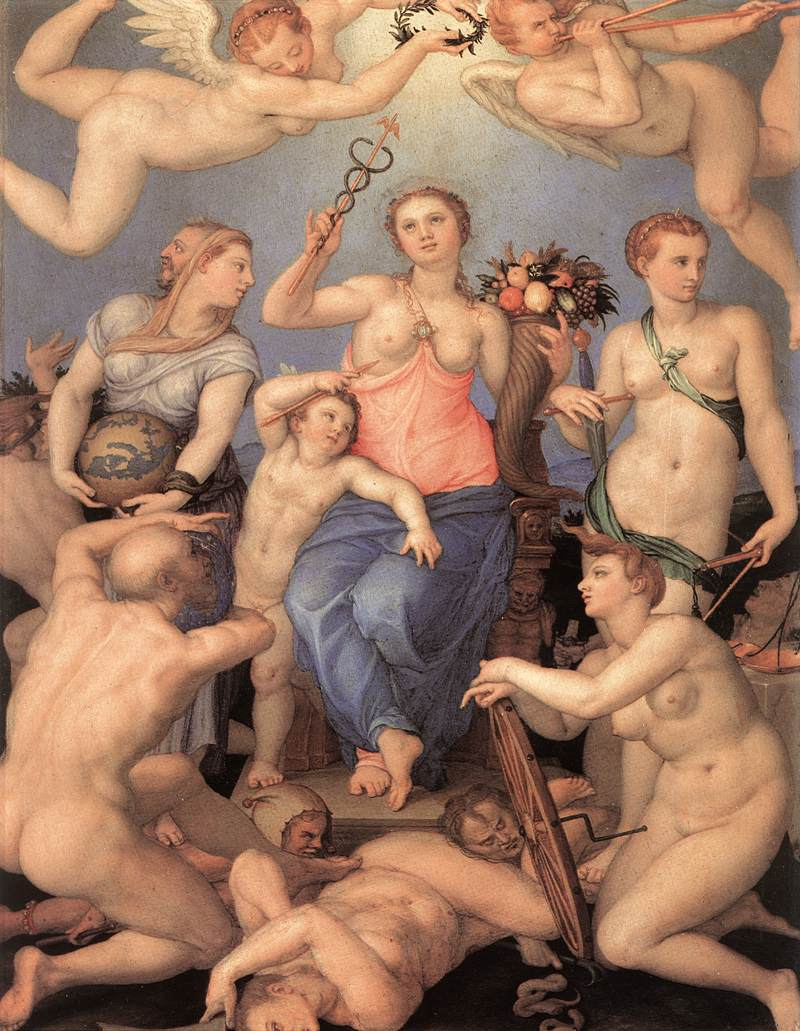
Allegori för lyckan (Målning från 1546 av Angelo Bronzino)

För andra betydelser, se Lycka (olika betydelser).
Lycka är en komplex och mångfacetterad känsla som rymmer en rad positiva upplevelser, från tillfredsställelse till intensiv glädje. Den förknippas ofta med positiva livshändelser, såsom att nå mål, tillbringa tid med nära och kära eller ägna sig åt aktiviteter som upplevs som meningsfulla eller lustfyllda. Men lycka kan också uppstå spontant, utan någon tydlig yttre orsak.
Lycka är nära kopplad till välbefinnande. Studier har visat att personer som upplever högre nivåer av lycka tenderar att ha bättre fysisk och psykisk hälsa, starkare sociala relationer och större motståndskraft i svåra situationer.
Jakten på lycka har varit ett centralt tema inom filosofi och psykologi i århundraden. Även om det inte finns någon enhetlig och allmänt accepterad definition av lycka, brukar begreppet förstås som ett sinnestillstånd präglat av positiva känslor, en känsla av mening och en upplevelse av att livet är meningsfullt och uppfyllande.
Fältet lyckoforskning undersöker vad som skapar lycka i människors liv.

## Faktorer som påverkar lycka
Lycka hänger ofta samman med tillfredsställelse av grundläggande behov, såsom trygghet, social tillhörighet och självförverkligande. Den upplevda lyckan fungerar som en signal om att livet är i balans eller att viktiga behov har mötts. Samtidigt kan lyckonivån påverkas av många andra faktorer, inklusive personlighet, genetik, livsomständigheter och sociala relationer.
The Harvard Study of Adult Development, världens längsta studie om lycka, lyfter fram nära och goda relationer som det som gör oss lyckligast.
Undersökningar visar att människor i rika länder inte är lyckligare än de i fattiga.[källa behövs] Inte heller har stora lotterivinster, vissa allvarliga sjukdomar eller överflöd av materiell rikedom någon långvarig effekt på människors lycka. Exempel på faktorer som har långvarig effekt för hur lyckliga människor känner sig är personlig status och respekt från andra, samt att ha ett fördelaktigt utseende. En majoritet av befolkningen anser sig vara lyckliga. Något som kan tyckas lite motsägelsefullt är att en majoritet även tror sig vara lyckligare än de flesta andra.

## Lycka som mått på framgång
Lycka bör inte förväxlas med yttre framgång, då en person till exempel kan bli rik eller ha en framgångsrik karriär utan att för den skull känna sig lycklig.  
Det finns dock mått på framgång som bygger på lycka och subjektivt välbefinnande. Ett av de mest kända exemplen är bruttonationallycka, BNL (Gross National Happiness, GNH), ett alternativt mått på ett lands framgång som utvecklades i Bhutan på 1970-talet. Till skillnad från traditionella ekonomiska mått som bruttonationalprodukt (BNP), försöker BNL fånga invånarnas psykiska, sociala och kulturella välbefinnande.
Även internationella organisationer som FN, OECD och Världsbanken har börjat inkludera mått på subjektivt välbefinnande i sina analyser. Till exempel World Happiness Report som rankar världens länder utifrån invånarnas upplevda lycka, och OECD:s Better Life Index som väger in livskvalitet och subjektiv lycka som indikatorer för samhällsutveckling.

## Subjektiv och objektiv lycka
Lycka kan förstås antingen i subjektiv eller i objektiv bemärkelse. 
Subjektiv lycka grundar sig i den inre erfarenheten – ett tillstånd av tillfredsställelse av alla behov och önskningar. En ren och oblandad lycka är ett tillstånd av idel lustkänslor. När dessa känslor har största möjliga styrka kallas lyckan lycksalighet eller, i religiös betydelse, salighet. Den etiska åsikt som ser livets mål i lycka kallas eudemonism. Människans handlingar har enligt denna åsikt moraliskt värde genom att främja egen eller andras lycka.
En motsatt åsikt har framställts av Kant och andra etiska rationalister. Enligt dem är förhållandet mellan det rätta handlandet och lyckan endast det, att man genom detta handlande gör sig värdig lyckan, vilket man däremot inte är om man gör lyckan till målet för sin strävan. Lycka i objektiv bemärkelse beror av de yttre förhållanden, som främjar den subjektiva lyckan: hälsa, ekonomiskt välstånd och så vidare. Stoikerna ha fordrat "den vises" fullständiga oberoende av lyckan i denna bemärkelse.

## Affektiva och kogintiva teorier om lycka
Den svenske lyckoforskaren Bengt Brülde utforskar i sin bok Lyckans och lidandets etik (2009) olika innebörder av lyckobegreppet. Renodlade affektiva teorier om lycka identifierar lycka med en eller flera positiva affekter (känslotillstånd), exempelvis känslor som sinnesro, glädje, njutning, välbehag etc. Lycka kan också definieras som "positiv affektbalans över tid". Det finns också kognitiva teorier om lycka samt hybridteorier som definierar lycka som en kombination av affekter och kognitioner.
En person som befinner sig i negativ affektbalans – till exempel någon som nyligen fått veta att en älskad katt blivit överkörd av en bil och dödad – kan ändå sägas vara lycklig om den egna värderingen av livet är positiv. Om livet upplevs som meningsfullt och innehåller saker som värdesätts, exempelvis nära relationer och arbetsglädje, så kan personen vara lycklig även i sorg.
En renodlad kognitiv teori om lycka identifierar lycka endast med dessa tankar om det egna livets värdefullhet och meningsfullhet. En hybridteori försöker inkludera både affekter och kognitioner.
Om det senare visar sig att katten inte blivit överkörd utan upphittad och snart ska återlämnas – och det som blev överkört bara var en sork – vore det underligt att mena att personen var lika lycklig både i sorgen och i lättnaden. I vilken proportion lycka bör anses bero på positiv affektbalans respektive en positiv värdering av det egna livet är en öppen fråga.